# West Milwaukee
West Milwaukee – wieś w Stanach Zjednoczonych, w stanie Wisconsin, w hrabstwie Milwaukee.